# Sirli du désert
Alaemon alaudipes
Espèce
Statut de conservation UICN

 LC  : Préoccupation mineure
Répartition géographique

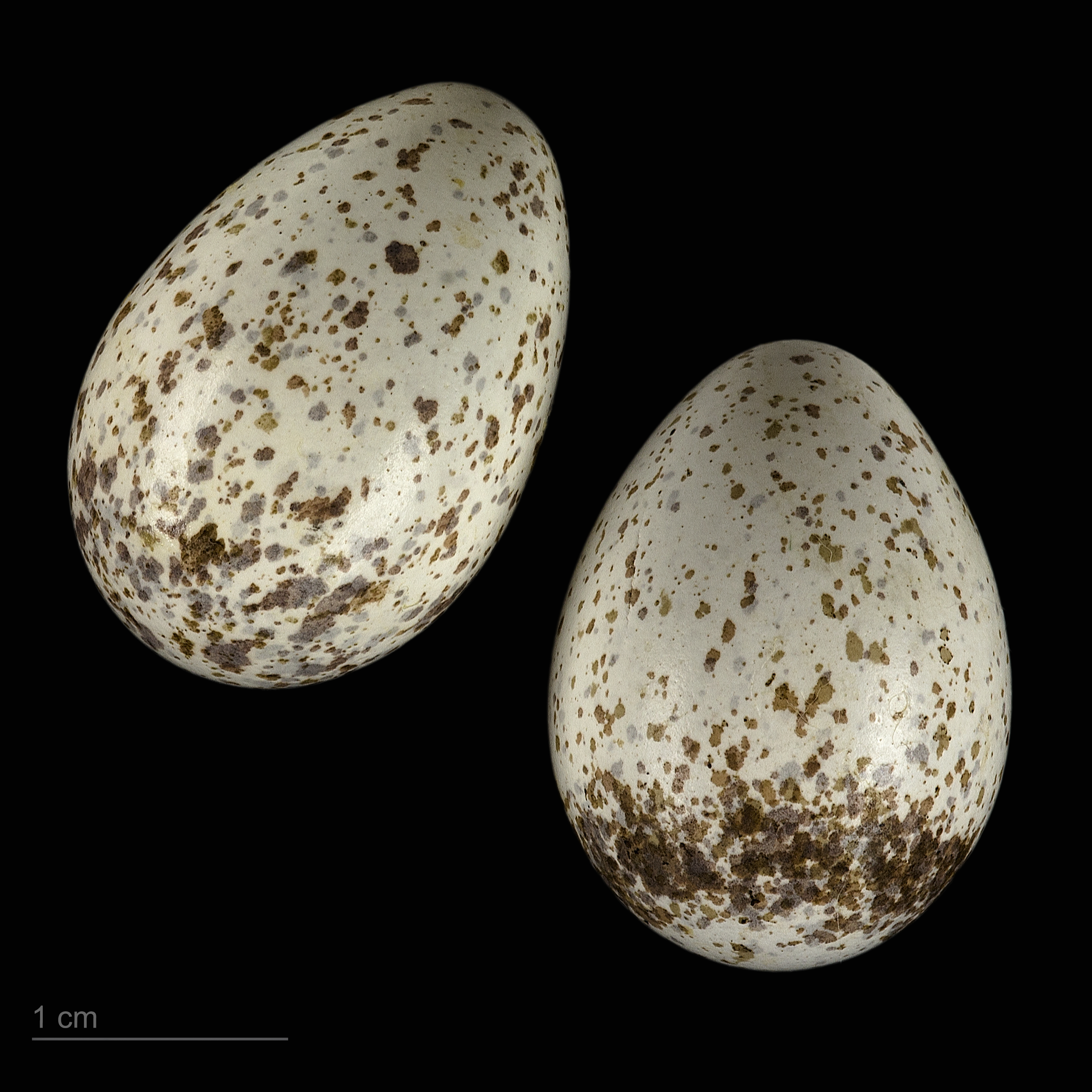
Alaemon alaudipes alaudipes - (MHNT)

Le Sirli du désert (Alaemon alaudipes) est une espèce de passereaux de la famille des alaudidés. Il s'agit d'un des oiseaux les plus communs des déserts du Sahara et d'Arabie, présentant de nombreuses adaptations aux environnements arides.

## Dénomination
Son nom latin est issu du grec alemon  (vagabond), et du latin alauda (alouette) et pes (pied) ;  cette deuxième partie se réfère au premier nom donné à l'oiseau par Desfontaines, la "Huppe aux pieds d'alouettes". Le nom "sirli" est inspiré du cri de l'oiseau.

## Description
Le sirli du désert est un oiseau élancé, mesurant entre 19 et 23 cm et pesant de 30 à 47 g, et reconnaissable à son long bec légèrement incurvé et ses longues pattes. Il est de couleur assez clair, avec des dessus couleur sable ouf brun et des dessous blanc cassé. Sa nuque et ses joues sont grises ; son œil est barré de noir. Il possède trois barres noires distinctives sur son aile repliée. Sa queue est plutôt longue, et de couleur noire et brun-gris,.
La femelle est très similaire au mâle bien que plus petite.

## Répartition et habitat

### Répartition
Le sirli  du désert occupe le nord de l'Afrique, dans le désert du Sahara, ainsi qu'une partie du Moyen-Orient, jusqu'au Pakistan à l'est. On le retrouve également au Cap-Vert. Il a occasionnellement été observé dans le sud de la Turquie comme oiseau errant, ainsi qu'au Sénégal, en Italie, à Malte ou encore en Grèce.

### Habitat
Cet oiseau réside typiquement dans les déserts et semi-déserts ; il est capable de s'accommoder des zones les plus dépourvues de végétation. Il préfère les zones sablonneuses aux zones rocheuses. Il vit plutôt à basse altitude bien qu'il ait été observé jusqu'à 2 000 m au Pakistan.

## Écologie et comportement

### Comportement
L'activité du sirli du désert est largement régulée par la nécessité de contrôler sa température temporelle et ses ressources en eau, afin de survivre à l'aridité du désert. Il se nourrit majoritairement en début et fin de journée ; le reste du temps est consacré au repos, ou partagé également entre se reposer et s'occuper de ses petits au printemps. Une partie de ce temps est consacrée à la protection des œufs ou des juvéniles en faisant de l'ombre, pour une durée pouvant atteindre 5 h par jour. Cependant, si les ressources viennent à manquer, il n'hésite pas à privilégier sa survie et abandonner ses petits.
Le sirli du désert présente également des adaptations métaboliques à la vie dans le désert, avec un métabolisme très réduit par rapport à d'autres oiseaux lui permettant de réduire ses besoins en nourriture.

### Alimentation
Le sirli du désert se nourrit majoritairement d'invertébrés bien qu'il puisse également consommer des graines. Ses proies favorites comprennent les scarabées, les larves ou les sauterelles. Il fouille le sable pour trouver ses proies. Il consomme très peu d'eau liquide, tirant la majeure partie de son eau de ses proies (il peut en revanche favoriser les nourritures les plus riches en eau).

### Reproduction
La saison de reproduction est variable selon le lieu, pouvant s'étendre d'octobre à mars au Cap-Vert, mais plus typiquement entre février et juillet pour les espèces vivant sur le continent. Le mâle effectue une parade élaborée et acrobatique afin de séduire la femelle. La femelle construit seule un nid en bol fait de brindilles, placé à même le sol ou dans un petit buisson; le choix de localisation varie avec l'approche de l'été, l'ombre fournie par la végétation devenant nécessaire pour la survie des œufs. Il peut couver jusqu'à deux nichées par an, chacune contenant de 2 à 4 œufs, qui sont couvés pendant 14 jours. Les juvéniles restent dans le nid pendant 12 ou 13 jours et restent auprès de leurs parents pendant 1 mois. Le succès des nichées est largement dépendant de la pluie, les couples pouvant aller jusqu'à ne pas se reproduire les années sèches.

## Systématique
Le sirli du désert a été initialement décrit par le botaniste René Desfontaines en 1789, dans un mémoire de l'Académie Royale des Sciences, sur la base de ses voyages en Barbarie. Il nomme alors l'espèce Huppe aux pieds d'alouettes, avec comme nom latin Upupa alaudipes. La sous-espèce desertorum a d'abord été indépendamment décrite par Edward Smith-Stanley sous le nom Alauda desertorum, avant d'être reclassée dans le nouveau genre Alaemon en 1840 (elle a également été pendant un temps placée dans le genre Certhilauda). La sous-espèce doriae est d'abord décrite en 1868 par Tommaso Salvadori sous le nom Certhilauda doriae. Les trois espèces sont finalement reconnues comme une seule et même espèce par Richard Bowdler Sharpe en 1890, bien que certains auteurs continuent à la classer dans le genre Certhilauda ; la division en sous-espèces varie également selon les auteurs. boavistae est enfin séparée de alaudipes en 1917.
Cette espèce est aujourd'hui constituée des 4 sous-espèces suivantes (d'après la version 13.2 de la liste du COI) :
- Alaemon alaudipes alaudipes (Desfontaines) 1789 : La sous-espèce nominale. Vit dans le Sahara et jusqu'au Levant et l'Arabie à l'ouest.
- Alaemon alaudipes boavistae Hartert 1917 : Vit au Cap-Vert. Plus petite et sombre que alaudipes, avec une teinte plus rousse et une poitrine fortement barrée.
- Alaemon alaudipes desertorum (Stanley) 1814 : Vit dans le sud de l'Arabie et autour de la mer Rouge, au Yémen et en Somalie. Proche de doriae, en encore plus gris et avec une queue un peu plus longue.
- Alaemon alaudipes doriae (Salvadori) 1868 : Vit de l'Irak et l'est de l'Arabie jusqu'au Pakistan. Plutôt grande, et sensiblement plus grise que alaudipes ; le mâle présente des tâches sombres sur sa poitrine.

## Le sirli du désert et l'humain

### Conservation
Le sirli du désert est considéré comme une "préoccupation mineure" par l'UICN ; sa population exacte n'est pas connue bien que l'espèce soit considérée comme assez commune. La population semble cependant être en décroissance.